# 中和魔匠
中和魔匠（日語：チュウワウィザード），是日本純種競賽馬匹，生涯稱霸泥地賽事，曾於2019年勝出日本育馬場盃經典賽，亦於2020年勝出日本冠軍盃，更於2020及2022年贏得兩屆川崎紀念。

## 出賽前
2015年4月19日出生於北海道安平町北部牧場，所有權歸於其母系馬主中西忍旗下，其後交由栗東訓練中心練馬師大久保龍志訓練。

## 競賽生涯

### 3歲
2018年2月17日出戰京都競馬場2歲新馬戰，比賽途中保持於中團位置，進入直路後隨即衝出並超越前方賽駒，繼續衝刺下以3馬位優勢取得首勝。
其後於年間主要出戰條件戰，並於其中多次爆發出全場最佳末腳，成功奪得三冠兩季的優勢戰績。
12月8日出戰公開賽師走錦標，比賽初段再度採用居中戰術下於直路外檔不斷加速，然而仍然未能縮窄和前方T O Energy的距離，最終被拉開2 1/2馬位落敗。
12月24日前往地方出戰名古屋大賞典，賽前獲得第二人氣。比賽開始後，其選擇以往不同的先行戰術，於第三的位置穩定推進。進入直路後，其隨即由所在位置不斷加速爬升，最終於終點線前超越領先的Mitsuba取得首個分級賽冠軍。

### 4歲
2019年以1月20日的東海錦標作爲年度首戰，比賽初段保持於第四左右的位置下於直路爆發出全場最快末腳，可惜仍然未能追上於道中展開快放的日輪之神，最終以2馬位差距落敗得第二，但仍然可以拋離第三的Sumahama 7馬位，足以證明中和魔匠的實力。
3月13日出戰大尾光紀念，雖然對手之中有諸如聽來真及天照肯州等一級賽優勝馬，但其仍然憑借此前優秀戰績取得第一人氣。比賽開始後，其以緩慢的步速在第二的位置跟隨領放馬All Blush前進，並於通過最後彎道前未有任何加速的動作。進入直路後，其突然於所在位置衝出，瞬間超越前方的All Blush後繼續衝刺並拉開後方賽駒，最終以4馬位優勢輕鬆獲勝。
5月18日出戰平安錦標，雖然爲其首次背負58公斤的負磅，但仍然可以於中團位置保持穩定的走勢，進入直路後於外檔一舉衝出超越前方的賽駒，最終於終點線前超越成功抵擋後上馬Mozu Attraction的追擊，以鼻位險勝對手奪冠。
其後出戰帝王賞，爲其初始挑戰一級賽。比賽開始後，其保持於先頭約莫第四的位置，並於比賽途中保持良好的節奏以尷散體力的消耗。進入直路後，其於內欄位置衝出並在直路中段取得領先，可惜其後被後方跑出凌厲走勢的Omega Perfume逐步迫近，最終被對手超越下屈居亞軍。
夏季休養過後於11月復出出戰日本育馬場盃經典賽，因主要對手Omega Perfume有不擅長轉左賽場的疑慮，因而中和魔匠於賽前成功壓過對手取得第一人氣。比賽開始後，其無視前方的Work and Love的領放，以較遠的距離保持於第四的位置穩步推進。通過第二彎道進入對面直路時候，其響應騎師川田將雅的指揮逐步加速，於第三彎道時候經已取得領先。進入直路後，縱然其剛進行場距離加速，但仍然可以保持速度於前方繼續衝刺，最終和後方的Omega Perfume以平頭姿態衝線，而根據照片判定，賽會宣判中和魔匠以鼻位優勢勝出，成功奪得首個一級賽冠軍。

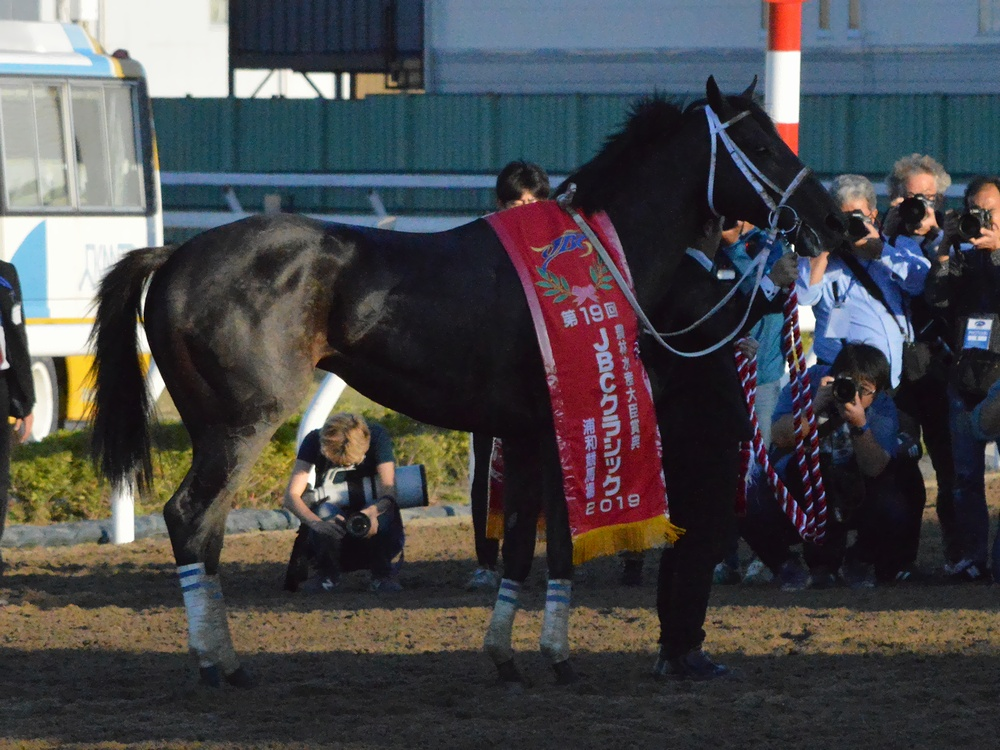
日本育馬場盃經典賽頒獎儀式

其後出戰日本冠軍盃，比賽初段選擇於內欄先頭位置推進，但於通過第一彎道前經已逐步墮後並抽出約莫三疊的位置。進入直路後，其嘗試於外檔位置施展加速力衝刺，但受到比賽前半浪費腳程的情況下無法最大程度發揮末腳速度，最終未能追上Chrysoberyl、金色夢及日輪之神下以第四落敗。

### 5歲
2020年以川崎紀念爲年度首戰，賽前以壓倒性的1.6倍賠率取得第一人氣。比賽開始後，雖然其處於第12檔最外檔起步，但仍然以較積極的動作內閃取得先頭的位置，並於比賽途中不斷爬升，於最後彎道率先衝出取得領先。進入直路後，其繼續保持優勢的速度不斷衝刺，最終成功拉開後方龐大距離，以拋離第二名Hikari Oso 6馬位的姿態取得第二個一級賽冠軍。

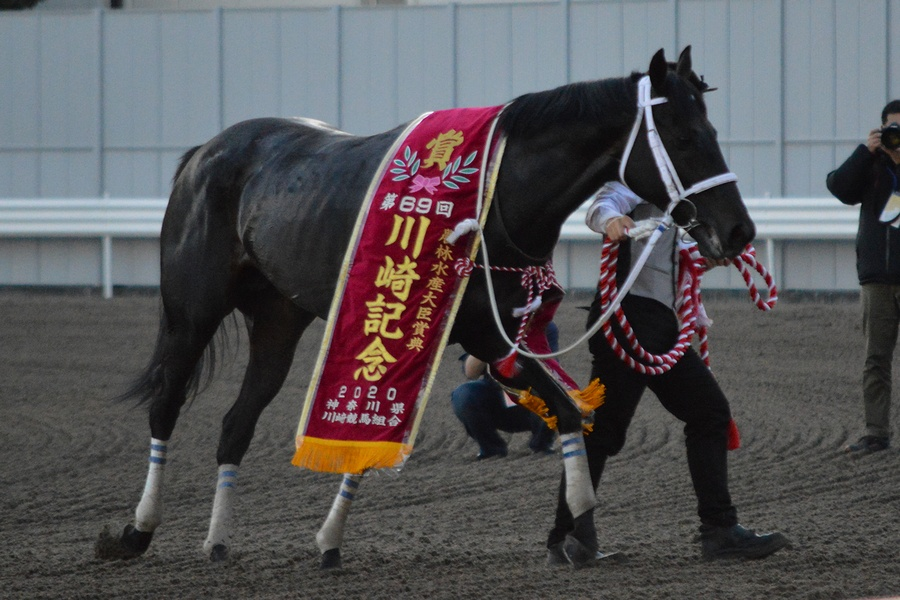
川崎紀念頒獎儀式

其後陣營接受阿聯酋方面的邀請進行遠征並以杜拜世界盃作爲目標，然而由於受到新型冠狀病毒疫情影響，阿聯酋方面經協商過後決定取消所有杜拜世界盃賽馬日的比賽，因而其於其後跟隨日本遠征大隊回國。
回國稍作休整後出戰6月的帝王賞，本次比賽改由因金色夢避戰而無馬策騎的李慕華執繮。比賽開始後，其於選擇於中段位置前進，並於對面直路稍爲前移保持於Chrysoberyl身後的位置推進。然而通過第四彎道時，其被其他馬匹阻塞下衝出，因而需要墮後並抽出外檔重新加速。進入直路後，縱然其然成功跑出不俗的末腳速度，但仍然未能扭轉第四彎道時的劣勢，最終敗於Chrysoberyl及Omega Perfume取得第三。
11月3日出戰日本育馬場盃經典賽，比賽初段緊跟領放馬野田法老推進，並以同樣節奏進入直路甚至取得領先。然而於直路中段，其勢頭逐漸減弱無法保持自身於前方的優勢，最終被處於第三及第四位置的Chrysoberyl及Omega Perfume，再度敗於一樣對手以第三完賽。
12月6日出戰日本冠軍盃，本次比賽重新由條件戰時期的合作過的戶崎圭太策騎。比賽開始後，其選擇於約莫第八的位置推進，並於比賽途中以較快的節奏逐步爬升，於第四彎道時候經已處於第四的位置。進入直路後，其隨即以絕佳的反應衝出，於直路中段追上Chrysoberyl後再超越日輪之神，最終亦成功抵擋後方金色夢的追擊，拉開對手2 1/2馬位取得首個中央一級賽冠軍。

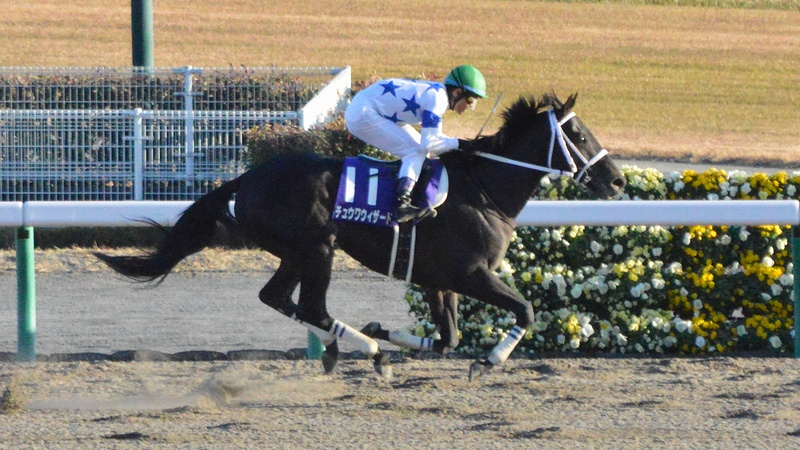
出戰日本冠軍盃的中和魔匠

年末，由於其在本年度出戰的四場一級賽中取得兩冠三季的優秀戰績，因而於評選中以186票當選最佳泥地馬。

### 6歲
2021年陣營安排其遠征沙特阿拉伯出戰沙特盃，然而於比賽途中一直保持於內欄後方位置，即使騎師戶崎加鞭催策仍未有反應，最終無法順利加速之下以第九大敗。
完成沙特盃後，其轉往阿聯酋出戰杜拜世界盃。比賽開始後，順利出閘的中和魔匠選擇閃入內欄先頭位置推進，於比賽途中一直以良好節奏響應騎師戶崎的指示逐步向前。進入直路後，其嘗試施展末腳速度加速，可惜前方的秘謎嚮導經已拉開距離，最終其未能追上對手下以3 3/4馬位差距落敗得第二。
回國後其出戰帝王賞，爲其連續第三年挑戰此項賽事，然而於比賽途中其未能於中團位置順利加速衝出，最終以第六落敗，亦爲其首次於日本國內未能跑出入板戰績。
而於7月7日其更被檢查出右前腳第一趾趾骨骨折，最終需要進入3個月以上的休養期。
11月3日於日本育馬場盃經典賽中復出，雖然其剛由骨折之中恢復，但仍然於直路上奮力衝刺並跑出全場最佳末腳，最終僅敗於Mutually及Omega Perfume取得第三。
其後出戰日本冠軍盃，比賽初段選擇停留於中團靠後位置，並於比賽途中未有太大動作以保留體力。進入直路後，其於外檔位置不斷加速，但仍然無法迫近前方的宏觀角度，最終以6馬位巨大差距落敗獲得第二。

### 7歲
2022年年初出戰川崎紀念，縱然其經已7歲，但仍然以1.2倍的獨贏賠率取得第一人氣。比賽開始後，其保持於第五左右的中團位置推進，於第三彎道時候稍爲提速，並於通過第四彎道時經已進佔第三的位置。進入直路後，其成功壓制第三人氣Vertex之餘亦瞬間超越前方領先的勇者之翼並拉開對手，最終以4馬位優勢贏得第四項一級賽冠軍。
3月其再度遠征阿聯酋出戰杜拜世界盃，賽前落後暢快活及強版查理取得第三人氣。比賽開始後，其處於後方位置等待時機，並於比賽途中一直維持較緩慢的節奏。進入直路後，其於外檔位置乘機衝出，雖然成功超越稍爲力弱的暢快活，但無法縮窄和一出成名及強版查理的距離下以第三完賽。
回國後於6月29日出戰帝王賞，於賽前獲得第三人氣。比賽開始後，其一直處於內欄約莫第五的先頭位置，並於第四彎道時候趁其他馬匹紛紛外閃時於內欄的空隙發力加速。進入直路後，其於廣闊的內欄位置瞬間晉級衝刺狀態，雖然轟出後600米36.6秒的優秀末腳，但被仍然前方的名將飛燕率先透出，最終以頸位憾負。
入秋後原定以日本育馬場盃經典賽爲目標備戰，但於訓練途中出現韌帶炎的症狀，最終於陣營商討過後決定退役，並於10月13日取消日本中央競馬會的賽駒註冊。

### 詳細賽績
| 日期       | 舉辦國家   | 馬場     | 距離   | 級別  | 賽事名稱             | 負重 | 騎師      | 馬號 | 出馬 | 名次 | 時間     | 頭馬（二馬）        |
| ---------- | ---------- | -------- | ------ | ----- | -------------------- | ---- | --------- | ---- | ---- | ---- | -------- | ------------------- |
| 27/2/2018  | 日本       | 京都     | 泥1800 |       | 3歲新馬              | 56   | 岩田康誠  | 7    | 16   | 1    | 1:55.1   | （La La Primevere） |
| 18/3/2018  | 日本       | 阪神     | 泥1800 |       | 3歲500萬獎金以下     | 56   | 川田將雅  | 8    | 14   | 3    | 1:53.7   | T O Energy          |
| 24/6/2018  | 日本       | 阪神     | 泥1800 |       | 3歲以上500萬獎金以下 | 54   | 川田將雅  | 13   | 16   | 1    | 1:52.0   | （Gouin）           |
| 14/7/2018  | 日本       | 中京     | 泥1900 |       | 印度盃               | 53   | 福永祐一  | 14   | 14   | 3    | 1:57.9   | Iron Tailor         |
| 11/8/2018  | 日本       | 新潟     | 泥1800 |       | 麒麟山特別           | 54   | 戶崎圭太  | 13   | 15   | 1    | 1:53.7   | （Another Truth）   |
| 15/9/2018  | 日本       | 阪神     | 泥1800 |       | 奧克蘭賽馬會盃       | 54   | 川田將雅  | 10   | 10   | 1    | 1:50.7   | （鼓起勇氣）        |
| 8/12/2018  | 日本       | 中山     | 泥1800 | OP    | 師走錦標             | 54   | 田邊裕信  | 12   | 16   | 2    | 1:51.3   | T O Energy          |
| 24/12/2018 | 日本       | 名古屋   | 泥2500 | JpnII | 名古屋大獎賽         | 54   | 川田將雅  | 8    | 9    | 1    | 2:40.7   | （Mitsuha）         |
| 20/1/2019  | 日本       | 中京     | 泥1800 | GII   | 東海錦標             | 56   | 川田將雅  | 3    | 13   | 2    | 1:50.1   | 日輪之神            |
| 13/3/2019  | 日本       | 船橋     | 泥2400 | JpnII | 大尾光紀念           | 55   | 川田將雅  | 1    | 13   | 1    | 2:37.3   | （天照肯州）        |
| 18/5/2019  | 日本       | 京都     | 泥1900 | GIII  | 平安錦標             | 58   | 川田將雅  | 7    | 16   | 1    | 1:58.1   | （Mozu Attraction） |
| 26/6/2019  | 日本       | 大井     | 泥2000 | JpnI  | 帝王賞               | 57   | 川田將雅  | 1    | 14   | 2    | 2:04.6   | Omega Perfume       |
| 4/11/2019  | 日本       | 浦和     | 泥2000 | JpnI  | 日本育馬場盃經典賽   | 57   | 川田將雅  | 8    | 11   | 1    | 2:06.1   | （Omega Perfume）   |
| 1/12/2019  | 日本       | 中京     | 泥1800 | GI    | 日本冠軍盃           | 57   | 0福永祐一 | 3    | 16   | 4    | 1:48.8   | Chrysoberyl         |
| 19/2/2020  | 日本       | 川崎     | 泥2100 | JpnI  | 川崎紀念             | 57   | 川田將雅  | 12   | 12   | 1    | 2:14.1   | （Hikari Oso）      |
| 24/6/2020  | 日本       | 大井     | 泥2000 | JpnI  | 帝王賞               | 57   | 李慕華    | 6    | 14   | 3    | 2:05.9   | Chrysoberyl         |
| 3/11/2020  | 日本       | 大井     | 泥2000 | JpnI  | 日本育馬場盃經典賽   | 57   | 李慕華    | 14   | 15   | 3    | 2:03.4   | Chrysoberyl         |
| 6/12/2020  | 日本       | 中京     | 泥1800 | GI    | 日本冠軍盃           | 57   | 戶崎圭太  | 11   | 16   | 1    | 1:49.3   | （金色夢）          |
| 20/2/2021  | 沙特阿拉伯 | 安都拉茲 | 泥1800 |       | 沙特盃               | 57   | 戶崎圭太  | 4    | 14   | 9    | 1:52.98  | 萬勝飛              |
| 27/3/2021  | 阿聯酋     | 美丹     | 泥2000 | GI    | 杜拜世界盃           | 57   | 戶崎圭太  | 3    | 14   | 2    | 紀錄缺失 | 秘謎嚮導            |
| 30/6/2021  | 日本       | 大井     | 泥2000 | JpnI  | 帝王賞               | 57   | 戶崎圭太  | 7    | 13   | 6    | 2:04.0   | 宏觀角度            |
| 11/3/2021  | 日本       | 金澤     | 泥2100 | JpnI  | 日本育馬場盃經典賽   | 57   | 戶崎圭太  | 1    | 12   | 3    | 2:13.4   | Mutually            |
| 5/12/2021  | 日本       | 中京     | 泥1800 | GI    | 日本冠軍盃           | 57   | 戶崎圭太  | 13   | 16   | 2    | 1:50.7   | 宏觀角度            |
| 2/2/2022   | 日本       | 川崎     | 泥2100 | JpnI  | 川崎記念             | 57   | 川田將雅  | 3    | 13   | 1    | 2:14.9   | （勇者之翼）        |
| 26/3/2022  | 阿聯酋     | 美丹     | 泥2000 | GI    | 杜拜世界盃           | 57   | 川田將雅  | 2    | 10   | 3    | 紀錄缺失 | 一出成名            |
| 29/6/2022  | 日本       | 大井     | 泥2000 | JpnI  | 帝王賞               | 57   | 川田將雅  | 6    | 9    | 2    | 2:03.3   | 名將飛燕            |

## 退役後
退役後，中和魔匠成為了配種馬，於北海道新冠町優駿Stallion Station休養，在2023年進行配種，首批子嗣將於2024年出生。首批子嗣可於2026年出賽。

## 血統簡介
父系夏威夷王為日本賽駒，生涯戰績極為優秀，僅得一戰未能獲勝，曾勝出一級賽NHK一哩賽及東京優駿（日本打吡），是日本史上首匹贏得變則二冠的賽駒。祖父金滿寶為美國生產的法國賽駒，曾三勝一級賽，亦是近代著名種馬之一。
母系Chuwa Blossom為日本賽駒，生涯戰績不佳僅勝出條件戰級別的賽事。外祖父多旺達亦是日本賽駒，生涯戰績優秀，曾勝出短途馬錦標，更於2003及2004年連霸一哩冠軍賽。

### 血統表
| 父線：金滿寶系（淘金者系）                               |                              |                   |                 |
| 種馬 夏威夷王 2001年（棗色）                             | 金滿寶 1990年（棗色）        | 淘金者            | Raise a Native  |
| 種馬 夏威夷王 2001年（棗色）                             | 金滿寶 1990年（棗色）        | 淘金者            | Gold Digger     |
| 種馬 夏威夷王 2001年（棗色）                             | 金滿寶 1990年（棗色）        | Miesque           | 雷利耶夫        |
| 種馬 夏威夷王 2001年（棗色）                             | 金滿寶 1990年（棗色）        | Miesque           | Pasadoble       |
| 種馬 夏威夷王 2001年（棗色）                             | Manfath 1991年（深棗色）     | 最後大官          | Try My Best     |
| 種馬 夏威夷王 2001年（棗色）                             | Manfath 1991年（深棗色）     | 最後大官          | Mill Princess   |
| 種馬 夏威夷王 2001年（棗色）                             | Manfath 1991年（深棗色）     | Pilot Bird        | Blakeney        |
| 種馬 夏威夷王 2001年（棗色）                             | Manfath 1991年（深棗色）     | Pilot Bird        | The Dancer      |
| 繁殖雌馬 Chuwa Blossom 2007年（棗色）                    | 多旺達 1999年（栗色）        | 週日寧靜          | Halo            |
| 繁殖雌馬 Chuwa Blossom 2007年（棗色）                    | 多旺達 1999年（栗色）        | 週日寧靜          | Wishing Well    |
| 繁殖雌馬 Chuwa Blossom 2007年（棗色）                    | 多旺達 1999年（栗色）        | Sawayaka Princess | 北方風味        |
| 繁殖雌馬 Chuwa Blossom 2007年（棗色）                    | 多旺達 1999年（栗色）        | Sawayaka Princess | Scotch Princess |
| 繁殖雌馬 Chuwa Blossom 2007年（棗色）                    | Autumn Breeze 1998年（棗色） | Timber Country    | 木人            |
| 繁殖雌馬 Chuwa Blossom 2007年（棗色）                    | Autumn Breeze 1998年（棗色） | Timber Country    | Fall Aspen      |
| 繁殖雌馬 Chuwa Blossom 2007年（棗色）                    | Autumn Breeze 1998年（棗色） | September         | Real Shadai     |
| 繁殖雌馬 Chuwa Blossom 2007年（棗色）                    | Autumn Breeze 1998年（棗色） | September         | Dyna Fairy      |
| 雌系：號族：9-f                                          |                              |                   |                 |
| 五代內近親交配：淘金者 3×5、北方風味 4×5、北地舞人 5×5×5 |                              |                   |                 |

## 命名由來
名字中，Chuwa（チュウワ）是馬主中西忍之冠名，香港採用音譯，翻譯為「中和」，Wizard（ウィザード）即是巫師，香港則以「魔匠」作為翻譯。

## 外部連結
- 中和魔匠 netkeiba.com （页面存档备份，存于）
- 血統表 （页面存档备份，存于）